# 章沁生

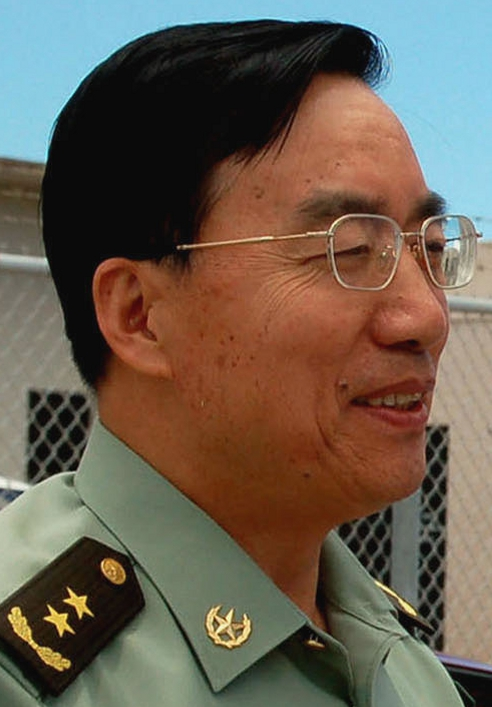
章沁生

章沁生（1948年5月—），山西孝义人，中国人民解放军上将。中国共产党第十七届中央委员会委员。

## 生平
章沁生历任中国人民解放军总参谋部军训部副部长，中国人民解放军国防大学战役教研室主任。2002年1月，任中国人民解放军国防大学教育长。2003年1月转任中国人民解放军总参谋部作战部部长。2004年12月升任中国人民解放军总参谋长助理、总参谋部党委委员。2006年12月升任中国人民解放军副总参谋长。2007年6月转任中国人民解放军广州军区司令员。2009年12月，任排名第一的中国人民解放军副总参谋长。
2006年7月晋升中将军衔。2010年7月晋升上将军衔。
他是中国共产党第十七届中央委员会委员。2012年11月，在中国共产党第十八次全国代表大会上，章沁生卸任中共中央委员职务。2013年3月，在第十二届全国人民代表大会第一次会议上，章沁生当选为全国人大财经委员会副主任委员。

## 家庭
章沁生的家族本姓张，其父亲章志（化名，本名张建海）曾任山西省晋中专区、吕梁专区专员。